# Varekai
A Varekai a Cirque du Soleil kanadai székhelyű cirkusztársulat kortárs cirkusz műfajú előadása volt, melyet 2002 áprilisában mutattak be Montréalban. A műsor kezdetben cirkuszsátorral turnézott, majd 2013-tól arénákban tartotta előadásait. A Varekai szó a világ vándorai, a cigányok nyelvén annyit jelent „akárhol”. A Dominic Champagne rendezte produkció „főhajtás a nomád lélek, a cirkuszművészet szelleme és hagyományai előtt”.

## Műsorszámok
- Ikarosz szárnyalása – Hálószám
- Szóló trapéz
- Grúz táncok
- Testkorcsolyázás
- Szólótánc mankóval
- Gurtni
- Cyr kerék
- A villanykörte
- Kézegyensúlyozás pálcákon
- Orosz hinta

### Cserélődő műsorszámok
- Baton

### Levették a műsorról
- Ikária játékok
- Akrobatikus pas de deux
- Vízi meteorok
- Tripla trapéz
- Légi karika
- Zsonglőrködés

## Zene

### Album
A előadás dalait tartalmazó album 2003. január 7-én jelent meg.
1. Aureus
2. Rain One (Átkötő rész)
3. Le Reveur (Szólótánc mankóval)
4. Vocea (Hálószám)
5. Hold Licht (Kézegyensúlyozás pálcákon)
6. Rubeus
7. Patzivota (Orosz hinta beszerelése alatti átkötő rész)
8. El Péndulo (Gurtni)
9. Gitans (Nyitány)
10. Kèro Hiréyo
  - Tripla trapéz (2002–2013)
  - Légi karika (2013)
  - Szóló trapéz (2014–2017)
11. Infinitus
12. Lubia Dobarstan
  - Vízi meteorok (2002–2013)
  - Baton (2013–2017)
13. Emballa 
  - Zsonglőrködés (2002–2016)
  - Cyr kerék (2016–2017)
14. Oscillum (Orosz hinta)
15. Funambul (A felhő)
16. Resolution (Nem szerepelt a műsorban)

A bónusz CD-n szereplő további dalok:
1. Célébration de l'Errance (Nyitány, Finálé)
2. Trasparenza
  - Akrobatikus pas de deux (2002–2003)
  - Légi karika (2004–2013)
3. Euphoria
  - Ikária játékok (2002–2015)
  - Szinkronizált Bukdácsoló (2015–2017)
4. Sun Drum Fun (Test korcsolyázás)
5. Mutationis (Kézegyensúlyozás pálcákon)
6. Movimento (Grúz táncok)

### Énekesek
Női énekesek
- Zara Tellander – 2002. április 24-től (Montréal) 2004. július 11-ig (Denver)
- Isabelle Corradi – 2004. július 25-től (Boston) 2017. december 23-ig (Frisco)

Férfi énekesek
- Mathieu Lavoie – 2002. április 24-től (Montréal) 2003. november 23-ig (Los Angeles)
- Craig Jennings – 2003. december 5-től (Pomona) 2016. május 8-ig (Szentpétervár)
- Jamieson Lindenburg – 2016 május 11-től (Kazán) 2017. december 23-ig (Frisco)

## Filmográfia
Az előadás előkészületeiről forgatták a Fire Within című televíziós sorozatot, amely 2003-ban Emmy-díjat nyert.
A Cirque du Soleil 2003. június 14-én jelentette meg DVD-n az előadás nagy képfelbontású élőfelvételét, amely Torontóban készült a műsor turnéja során Dominic Champagne és Nick Morris rendezésében. A felvételen az énekesek Zara Tellander és Mathieu Lavoie voltak, a főbb szerepekben Anton Tchelnokov (Ikarosz), Olga Pikhienko (La Promise/The Betrothed) és John Gilkey (The Skywatcher) láthatók.

## Turné
- Észak-amerikai turné (2002–2006)
- Ausztrál turné (2006–2007)
- Európai turné (2007–2011)
- Ázsiai és csendes-óceáni turné (2011)
- Dél-amerikai turné (2011–2013)
- Észak-amerikai turné (2013–2015)
- Európai turné (2015–2017. október)
- Búcsúturné (2017. november–december)

2017. május 12. és 14. között a műsor öt előadást tartott Budapesten, a Papp László Budapest Sportarénában. A Varekai volt a kanadai társulat hatodik előadása, amely Magyarországra látogatott.

## Fordítás
Ez a szócikk részben vagy egészben  a   Varekai című angol Wikipédia-szócikk fordításán alapul.  Az eredeti cikk szerkesztőit annak laptörténete sorolja fel. Ez a jelzés csupán a megfogalmazás eredetét és a szerzői jogokat jelzi, nem szolgál a cikkben szereplő információk forrásmegjelöléseként.